# Rosario Jermano
Rosario Jermano (Napoli, 19 settembre 1954) è un percussionista italiano.
Fra le sue tante attività legate alla musica, ha accompagnato alle percussioni Fabrizio De André nel tour "Anime Salve" che ha toccato i Palasport d'Italia. Il 7 settembre 1997, a Caserta, è stato fra i musicisti che hanno affiancato in concerto Toots Thielemans, in occasione del XXVII Settembre al Borgo.
Il suo brano Nadir Dance è usato come sigla per la trasmissione televisiva Lineablu di Rai 1.

## Biografia

### La formazione
Jermano, nativo di Napoli, si avvicinò con interesse alla batteria e cominciò a suonare lo strumento a sei anni, prendendo a modello Gegè Di Giacomo, il batterista del complesso musicale che accompagnava Renato Carosone. Crebbe a fianco del fratello che, appassionato di musica afro-americana, ascoltava rhythm and blues, principalmente Otis Redding e Aretha Franklin, ma anche il blues campano degli Showmen di Mario Musella. Superata la fase da autodidatta, si iscrisse al conservatorio di San Pietro a Majella per seguire i corsi di percussione del maestro Antonio Buonomo; e inoltre volle ulteriormente approfondire la tecnica strumentale sotto la guida di Walter Scotti, dell'orchestra del Teatro San Carlo.

### La carriera
Nel frattempo il musicista iniziò nel 1968 il suo itinerario nell’ambiente musicale partenopeo partecipando alla registrazione di colonne sonore. Nel 1971 fondò la formazione jazz-rock chiamata Batracomiomachia, che includeva strumentisti dal brillante futuro come Rino Zurzolo, Enzo Avitabile e Pino Daniele . E proprio quest’ultimo lo volle con sé nell’incisione del suo primo album da solista, Terra mia. Fu l’avvio di un lungo e proficuo sodalizio che vide i due strumentisti assieme in altri sette lavori di Pino Daniele.
Dopo molte collaborazioni con altri artisti in concerto o in sala di registrazione, nel 1991 incise il suo primo lavoro solista, Living in Percussion, che includeva materiali di musica etnica, a cui seguirono altri due album, Stravagario e Sueno, che fanno emergere il percussionista in una originale dimensione musicale new age.
Il 2016 lo vede percussionista del neonato gruppo Sangennaro Team, a fianco del bassista Roberto Giangrande e del chitarrista Gianni Guarracino – musicisti che come Jermano vantano collaborazioni con Pino Daniele – e della cantante Clara Arcucci, assieme ai quali il 27 maggio ha pubblicato l’album Bio Naples - Neapolitan Songs.
Nella sua carriera artistica, oltre al legame con Pino Daniele, Jermano ha collaborato come percussionista con tantissimi musicisti fra i quali Riccardo Cocciante, Zucchero Fornaciari, Renato Carosone, Eros Ramazzotti, Sting, Toquinho, Mia Martini, Ornella Vanoni, Raf, Fabrizio De André, Renato Zero, Gigi D'Alessio, Edoardo Bennato, Gianni Morandi, Eduardo De Crescenzo, Teresa De Sio, Biagio Antonacci, Loredana Bertè, Fiorella Mannoia, Gianluca Grignani, Andrea Bocelli, Gino Paoli, Goran Kuzminac, i New Perigeo e Toots Thielemans.

## Discografia

### Album da solista
- 1992 - Living in Percussion
- 1994 - Stravagario
- 1996 - Sueno

### Album con i Sangennaro Team
- 2016 - Bio Naples - Neapolitan Songs

### Album come sessionman
(fra parentesi l’artista principale)
- 1976 - Napoli si ribella - colonna sonora Franco Campanino
- 1977 - Terra mia Pino Daniele
- 1978 - Notte chiara (Lino Rufo)
- 1979 - Pino Daniele Pino Daniele
- 1980 - Sono solo canzonette Edoardo Bennato
- 1980 - Ha tutte le carte in regola Gino Paoli
- 1980 - LoredanaBertE' Loredana Bertè
- 1980 - Nero a metà Pino Daniele
- 1981 - Ancora Eduardo De Crescenzo
- 1981 - Prove di volo Goran Kuzminac
- 1981 - Effetto amore New Perigeo
- 1981 - Artide Antartide Renato Zero
- 1982 - E vai! - Il gatto Alberto Sordi
- 1982 - Beppe Dati Beppe Dati
- 1982 - Amico che voli Eduardo De Crescenzo
- 1982 - Corpo a corpo Massimo Morante
- 1982 - Bella 'mbriana Pino Daniele
- 1983 - Italian Portraits (Del Newman Orchestra)
- 1983 - De Crescenzo Eduardo De Crescenzo
- 1983 - Torno subito Peppino Di Capri
- 1983 - Calore Renato Zero
- 1983 - Tre Teresa De Sio
- 1984 - Cervo Cervo
- 1984 - Immagine italiana Gianni Morandi
- 1984 - Averti addosso Gino Paoli
- 1984 - La luna e il Sig. Hyde Gino Paoli
- 1984 - Leoni si nasce Renato Zero
- 1985 - Salita Trinità degli Spagnoli Enzo Gragnaniello
- 1985 - Blues metropolitano (Autori Vari)
- 1986 - A modo nostro Antonio e Marcello
- 1986 - Mino Soundtrack Carlo Siliotto
- 1986 - Cosa farò da grande Gino Paoli
- 1986 - Soggetti smarriti Renato Zero
- 1986 - Rispetto Zucchero Fornaciari
- 1987 - Scugnizzi - colonna sonora Claudio Mattone
- 1987 - The King of Money Frank Raya Band
- 1987 - Come dentro un film Luca Barbarossa
- 1987 - Zero Renato Zero
- 1987 - Blue’s Zucchero Fornaciari
- 1988 - Gianluigi Di Franco Gianluigi Di Franco
- 1988 - L'ufficio delle cose perdute Gino Paoli
- 1988 - Sempre Gino Paoli
- 1988 - Una città tra le mani Nino Buonocore
- 1988 - Sindarella suite Teresa De Sio
- 1989 - Il giro del mio mondo Ornella Vanoni
- 1989 - Mascalzone latino Pino Daniele
- 1989 - Oro incenso e birra Zucchero Fornaciari
- 1990 - Maruzzella Lina Sastri
- 1991 - Como una novia Ana Belén
- 1991 - Piano piano (Antonio e Marcello)
- 1991 - Adagio Biagio Biagio Antonacci
- 1991 - Matto come un gatto Gino Paoli
- 1991 - Best Loredana Bertè
- 1991 - Candido Paola Turci
- 1991 - Un uomo in blues Pino Daniele
- 1991 - Hablame de amor Valeria Lynch
- 1991 - Sotto 'o sole Pino Daniele
- 1992 - Piano e bit Ernesto Vitolo
- 1992 - Exclusive Jam (Freeland Artists)
- 1992 - Medina (Nuova compagnia di canto popolare)
- 1992 - Miserere Zucchero Fornaciari
- 1993 - Gli amori della mia vita Joe Barbieri
- 1993 - Pavarotti&Friends Pavarotti Friends
- 1993 - Che Dio ti benedica Pino Daniele
- 1993 - Fai col cuore Robby Facchinetti
- 1993 - Schegge Trombe Rosse
- 1994 - Rebetes Mauro Di Domenico
- 1994 - La musica che mi gira intorno Mia Martini
- 1994 - Venti propizi (Paideja)

- 1994 - King Kong Paoli Gino Paoli
- 1994 - L'imperfetto Renato Zero
- 1995 - Amori dispari Gino Paoli
- 1995 - Sulle tracce dell'imperfetto Renato Zero
- 1995 - Spirito DiVino Zucchero Fornaciari
- 1996 - Damecuta Damecuta
- 1996 - Continuerò Enzo Gragnaniello
- 1996 - Appropriazione indebita Gino Paoli
- 1996 - Liberami Salisse
- 1996 - Sotto lo stesso cielo Luca Barbarossa
- 1996 - Chi me l’ha fatto fa Marcella
- 1996 - Meteora (Mauro Di Domenico)
- 1996 - Collezione temporanea Raf
- 1996 - Un po’ di noi Sal Da Vinci
- 1997 - Penziere Mieje (Compagnia di Luca De Filippo)
- 1997 - Belle Speranze Fiorella Mannoia
- 1997 - Il cerchio magico del mondo (Jalisse)
- 1997 - Secondi, minuti ed ore (Marella)
- 1997 - Melagranada (Marisa Sannia
- 1998 - In Black Amii Stewart
- 1998 - Semplicemente Mimì Mia Martini
- 1998 - Passa 'o tiempo e che fa (Pino Daniele
- 1998 - Voglio 'o mare (Pino Daniele)
- 1998 - Yes I Know My Way (Pino Daniele
- 1998 - Amore dopo amore (Renato Zero
- 1999 - Fabrizio De André in concerto (Fabrizio De André
- 1999 - Per sempre Ivan Graziani
- 1999 - Un pettirosso da combattimento Loredana Bertè
- 1999 - Sorelle Mia Martini
- 1999 - Amore dopo amore, tour dopo tour Renato Zero
- 2000 - Plica Polonica (Carlo Muratori)
- 2000 - Sdraiato su una nuvola Gianluca Grignani
- 2000 - Per una storia (Gino Paoli)
- 2000 - Tutti gli Zeri del mondo (Renato Zero)
- 2001 - Fragile (Fiorella Mannoia
- 2001 - Il cammino dell'età Gigi D'Alessio
- 2001 - La nostra canzone Ivana Spagna
- 2001 - Lorca (Lorca)
- 2001 - Yaire (Yaire)
- 2002 - Uguali e diversi Gianluca Grignani
- 2002 - Uno come te Gigi D'Alessio
- 2002 - Se Gino Paoli
- 2002 - José Miguel Diez (José Miguel Diez)
- 2002 - Tren de vuelta Malanga
- 2002 - Ruleta del amor (Tisuby & Georgina)
- 2002 - Donde me lleve el vento (Yaire)
- 2003 - La vita è un'altra Eduardo De Crescenzo
- 2003 - Cantu (Fratelli Mancuso)
- 2003 - Nanas e janas Marisa Sannia
- 2004 - De André in concerto - DVD Fabrizio De André
- 2004 - Una lunga storia (Gino Paoli)
- 2004 - Andrea (Andrea Bocelli
- 2004 - Ti ricordi? No non mi ricordo Vanoni - Paoli
- 2005 - Il dono Renato Zero
- 2005 - Cuorincoro Gigi D'Alessio
- 2006 - Made in Italy Gigi D'Alessio
- 2006 - Decostruction Corrado Rustici
- 2006 - Live at RTSI Gino Paoli
- 2006 - Renatissimo! Renato Zero
- 2007 - Mi faccio in quattro Gigi D'Alessio
- 2007 - L'alba di domani Tiromancino
- 2007 - Prendere o lasciare Rosario Miraggio
- 2007 - Via delle storie infinite Luca Barbarossa
- 2007 - Aspettavamo il 2000 Luca Barbarossa
- 2008 - Musica e speranza - DVD Gigi Finizio
- 2008 - Questo sono io Gigi D'Alessio
- 2008 - Nel mondo delle donne Anna Tatangelo
- 2009 - Storie Gino Paoli
- 2009 - Presente Renato Zero
- 2010 - Zeronove Tour Live - DVD (Renato Zero)
- 2016 - Alt (Renato Zero)
- 2020 - Zerosettanta (Renato Zero)
- 2023 - Autoritratto (Renato Zero)